# Акція (фільм)
«Акція» (рос. «Акция») — російський радянський художній фільм 1987 року режисера Володимира Шамшуріна.

## Сюжет
Німецько-радянська війна, 1943 рік. Група радянських розвідників відправляється на важливе завдання. Їм належить в тилу німців, на окупованій нацистами Україні, добути архів навчального центру для підготовки диверсантів.
Їхній головний противник — колишній царський офіцер, який став майором абверу (Олег Стриженов), який не вірить нікому і нічому. Командиру розвідгрупи (Борис Галкін) доводиться «підставити» під тортури добровольця — справжнього інваліда війни (Георгій Юматов), щоб виконати завдання.

## У ролях
| Актор                  | Роль                             |
| ---------------------- | -------------------------------- |
| Борис Галкін           | Єгор Сьомін                      |
| Георгій Юматов         | Василь                           |
| Олег Стриженов         | Карєєв                           |
| Катерина Васильєва     | Марійка                          |
| Олександр Новиков      | Сєва                             |
| Борис Нікіфоров        | Генерал                          |
| Артем Камінський       | Альберт Михайлович Волков        |
| Віталій Яковлєв        | Александров Сергій               |
| Олександр Январьов     | Володимир Ванін, німецький агент |
| Віктор Корєшков        | епізод                           |
| Афанасій Кочетков      | епізод                           |
| Віктор Рождественський | епізод                           |

## Знімальна група
- Автор сценарію: Анатолій Степанов
- Режисер: Володимир Шамшурін
- Оператор: Олексій Найдьонов
- Художник: Євген Серганов
- Композитор: Віктор Бабушкін
- Звукорежисер: Нінель Калениченко
- Монтаж: Євгенія Андрєєва